# Біргіт Рокмаєр
Біргіт Рокмаєр (нім. Birgit Rockmeier; нар. 29 листопада 1973) — німецька легкоатлетка, яка спеціалізувалася на спринті.
До возз'єднання Німеччини на міжнародних змаганнях представляла Західну Німеччину.
Сестра — Габі (нар. 1973) — чемпіонка світу з естафетного бігу 4×100 метрів (2001).

## Спортивні досягнення
Учасниця олімпійських змагань з естафетного бігу 4×100 метрів (2004) та 4×400 метрів (2000), на яких не вдалось потрапити до фінальних забігів.
Чемпіонка світу з естафетного бігу 4×100 метрів (2001). Фіналістка (4-і місця) чемпіонатів світу з естафетного бігу 4×100 метрів (1997) та 4×400 метрів (2003).
Бронзова призерка чемпіонату світу в приміщенні з естафетного бігу 4×400 метрів (2001). Фіналістка (6-е місце) чемпіонату світу в приміщенні з бігу на 200 метрів (1999).
Двічі на Кубках світу була 3-ю з естафетного бігу 4×100 метрів (1998, 2002). Також фінішувала 5-ю в естафетному бігу 4×400 метрів на Кубку світу (2002).
Бронзова призерка чемпіонату світу серед юніорів з естафетного бігу 4×100 метрів (1992).
Чемпіонка Європи з естафетного бігу 4×400 метрів (2002). Срібна призерка чемпіонату Європи з естафетного бігу 4×100 метрів (1998). Фіналістка (8-е місце) чемпіонату Європи з бігу на 400 метрів (2002).
Двічі була 4-ю на чемпіонатах Європи в приміщенні з бігу на 200 метрів (1998, 2000).
Чемпіонка Європи серед юніорів з естафетного бігу 4×100 метрів (1991).
Переможниця Кубку Європи з естафетного бігу 4×100 метрів (2001). На Кубках Європи з естафетного бігу 4×100 метрів була тричі 2-ю (1995, 1998, 2005) та двічі 3-ю (1997, 1999). Також двічі фінішувала 2-ю з естафетного бігу 4×400 метрів (2000, 2002).
Чемпіонка Німеччини з бігу на 100 метрів (2005), 200 метрів (2005), 400 метрів (2002) та естафетного бігу 4×100 метрів (2001).
Чемпіонка Німеччини в приміщенні з бігу на 200 метрів (2000, 2001, 2004, 2005, 2006) та естафетного бігу 4×200 метрів (1999, 2001, 2002, 2003).